# Ferdynand Bostel
Ferdynand Bostel (niem. Ferdinand Bostel; ur. 28 maja 1860 we Lwowie, zm. 9 kwietnia 1935) – polski nauczyciel. Dyrektor C. K. Drugiego Wyższego Gimnazjum we Lwowie (niem. K.K. Zweiten Staats-Gymnasiums in Lemberg).

## Życiorys
Był wyznania rzymskokatolickiego.
Reskryptem z 23 czerwca 1894 Minister Wyznań i Oświecenia zezwolił aby nauczyciel C. K. Gimnazyum w Brodach Ferdynand Bostel także w roku szkolnym 1895 przydzielony był do C. K. Gimnazjum im. Franciszka Józefa we Lwowie.
Był członkiem Towarzystwa Naukowego we Lwowie.

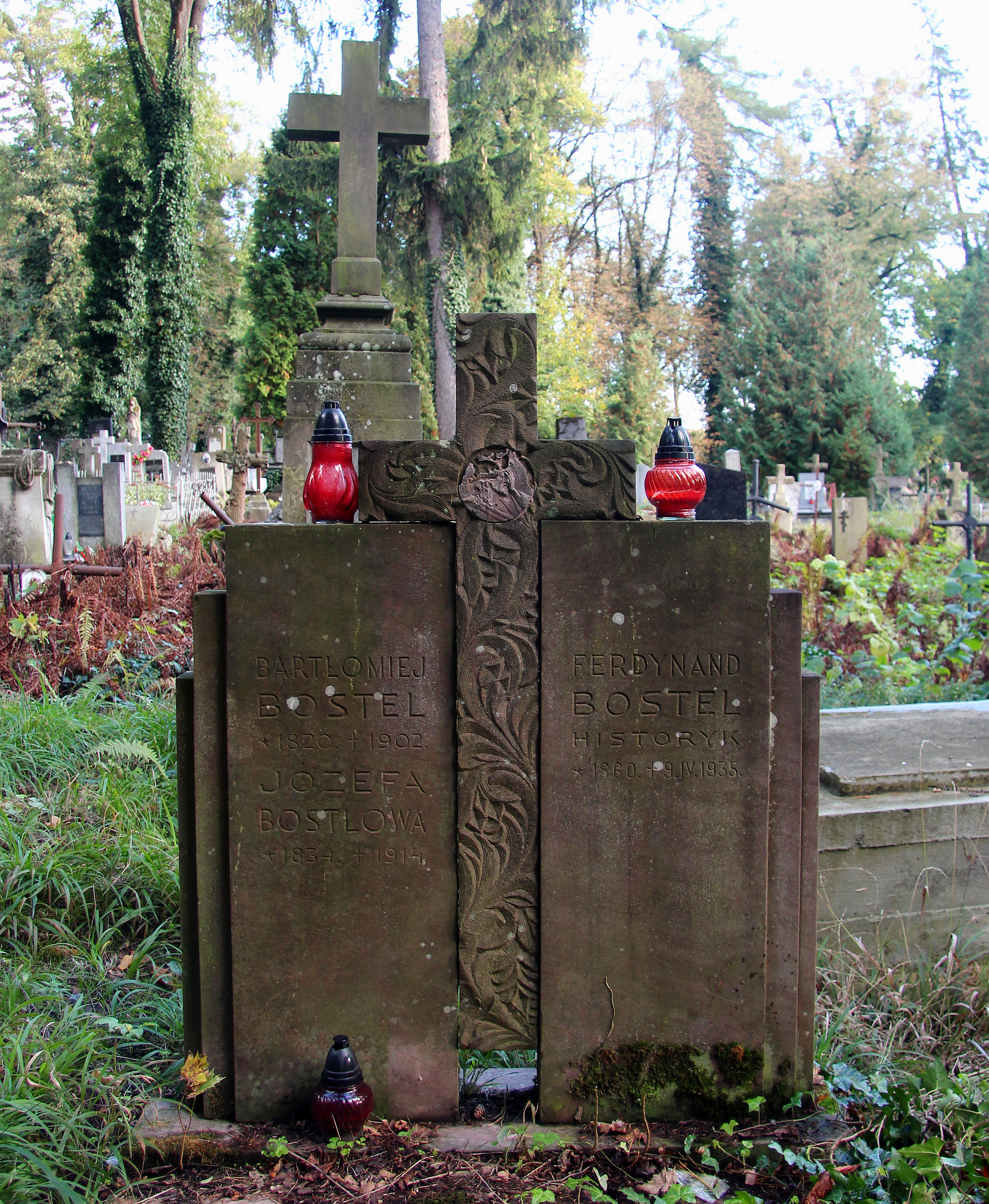
Nagrobek Ferdynanda Bostla, Cmentarz Łyczakowski

Został pochowany na polu nr 20 Cmentarza Łyczakowskiego we Lwowie.

## Prace, artykuły
- Żydzi ziemi lwowskiej i powiatu żydaczowskiego w r. 1765 (1891, Archiwum Komisyi Historycznej, t. 6)
- Dr. Aleksander Semkowicz. Opowiadania z dziejów powszechnych dla niższych klas szkół gimnazyalnych i realnych. Część druga. (1894, recenzja)
- Przyczynki do dziejów złotnictwa lwowskiego w XVI i XVII w., "Sprawozdania Komisji do Badania Historii Sztuki w Polsce", t. V, 1896, s. 15-22
- Inwentarz obrazów polskiego zbioru z roku 1780, "Sprawozdania Komisji do Badania Historii Sztuki w Polsce", t. V, 1896, s. 126-128
- Z dziejów malarstwa lwowskiego, "Sprawozdania Komisji do Badania Historii Sztuki w Polsce", t. V, 1896, s. 155-161
- [Komunikat o budowniczych i rzeźbiarzach lwowskich], "Sprawozdania Komisji do Badania Historii Sztuki w Polsce", t. V, 1896, s. LXIV-LXV
- Przyczynek do dziejów pierwszej ruskiej drukarni we Lwowie (1902)
- Kanonikat Piotra Skargi. "Pamiętnik Literacki" (Lwów), t. I (1902), z. I, s. 120-138
- Przyczynek do dziejów restauracji katedry lwowskiej w XVIII w. (1905)[4]
- Księga pamiątkowa ku czci Oswalda Balcera (1925)